# Jisr Banat Yakub
Jisr Banat Yakub (Pont de les Filles de Jacob) fou un important pas del riu Jordà més amunt del llac Tiberíades. Fou molt disputat a l'època de les croades. Balduí III de Jerusalem hi fou derrotat a la rodalia el 1157 per Nur al-Din. Balduí IV hi va construir (1178) una fortalesa que va entregar als templaris (Castellet del gual de Jacob) del que es conserven les ruïnes, i que fou conquerit per Saladí al cap d'un any, el 1179. Fou el punt extrem al que van arribar les forces franceses el 1799.